# シンコーミュージック・エンタテイメント
株式会社シンコーミュージック・エンタテイメントは、日本の出版社。音楽を中心とした雑誌・書籍の発行、楽譜出版、楽曲の著作権管理、アーティストマネジメントなどを業務としている。
ポピュラー音楽を取り上げる出版ではさきがけであり、「ミュージック・ライフ」はロック、「BURRN!」はヘヴィメタルを取り上げた雑誌の先行誌である。また、「blast」は日本唯一のヒップホップ専門誌であった。(blastに代わりWoofin'がB-boyの服装を専門にファッション＆音楽の雑誌としてヒップホップ系の流れを継承している)

## 歴史
1932年1月20日草野貞二が「新興音楽出版社」創業。ピアノ楽譜出版から出発。
1938年「歌の花籠」創刊。
1942年第1次統合により音楽雑誌『国民の音楽』創刊。
　　　「歌の花籠」「ハーモニカの友」「アコーディオン」「ハーモニカ研究」の四大雑誌を用紙統制令に基づき統合し、国民音楽社の名前で出版。
1943年「国民の音楽」終刊。
1946年「ミュージック・ライフ」を創刊し、その後休刊。
1950年株式会社改組
1951年「Music Life」復刊。
1959年海外音楽著作権のサブ・パブリッシャーとしての業務を開始。
1965年「ML」8月号で、日本のメディアとしては初めてビートルズにインタビューを行う。その後「ML」はビートルズ初来日時をピークに、記録的な売上を上げる。
1969年「YOUNG GUITAR」創刊。
1977年「ROCK SHOW」創刊。
1983年社名を「シンコー・ミュージック」に改称。
1984年「BURRN!」創刊。
1985年「バックステージ・パス」創刊。
1988年「クロスビート」創刊。
1989年「月刊ギグス」創刊。
1991年社員の酒井康が子会社『バーン・コーポレーション』を設立。
1993年「音楽と人」創刊。
1997年「WOOFIN'」創刊。
1998年「ML」休刊。
2004年社名を「シンコーミュージック・エンタテイメント」に改称。
2007年3月「blast」休刊。
2013年9月『バーン・コーポレーション』閉鎖。

## 出版状況

### 雑誌（定期刊行物）
発行中の雑誌
- 「YOUNG GUITAR」
- 「B-PASS」
- 「BURRN!」（1991年から2013年まで発行はバーン・コーポレーションだったが、2013年11月号でシンコー本体に移っている）
- 「新曲歌謡ヒット速報」 - 旧誌名は「新曲レコード速報」、第38号から発行元がブレンデュースに移行し、シンコーミュージックは販売元[3]。
- 「シンコー・ミュージック・ムック」
  - レーベル内レーベルとして、「THE DIG」「ロックジェット」「MASSIVE」「ヘドバン」など。

休刊した主な雑誌
- 「ミュージック・ライフ」
- 「クロスビート」（当初はバーン・コーポレーションを発行元とし、販売のみ請け負っていたが、後に編集部もシンコー本体に移った。2013年休刊）
- 「カセット・ライフ」
- 「blast」
- 「WOOFIN'」
- 「月刊ギグス」

過去に販売を請け負っていた雑誌
- 「音楽と人」（USEN販売に移行後、株式会社音楽と人社販売に再移行）
- 「EYESCREAM」（USEN・音楽と人社を経て、スペースシャワーネットワークが販売元となる）

### 書籍
アーティスト本、教則本、写真集、生活実用書を発行。

### 楽譜
ビートルズ関連は過去、大量に出版されていたが、その著作権原盤管理の移行とともに、ほぼ無くなる。
現在は邦楽の楽譜が大量に出版され、出版業務の屋台骨を支えている。

## シンコーミュージック・エンタテイメント iPhone・iPad・電子書籍
- ロックの名言

## その他
前社長・草野昌一は、「漣健児」のペンネームでカバーポップスの訳詞を手掛け、代表作「可愛いベイビー」「ヴァケイション」「すてきなタイミング」「ルイジアナ・ママ」など約400曲の作品を遺した。
2004年にはフジテレビジョン（現フジ・メディア・ホールディングス）とフジパシフィック音楽出版が設立した任意組合「フジ・ミュージックパートナーズ」に洋楽出版部門の営業を譲渡している。またそれに伴い、音楽出版業務を扱う子会社であるシンコーミュージック・パブリッシャーズの全株式もフジ・ミュージックパートナーズに譲渡している。
かっては、音楽プロダクション機能も有し、ピーター・バラカン、チューリップ、プリンセス・プリンセス、甲斐バンド、斉藤和義、本田恭章、THE WILLARDらが在籍していた。